# モンスターストライク リアル版 超・獣神祭 十二支再競争
『モンスターストライク リアル版 超・獣神祭 十二支再競争』（モンスターストライク リアルばん ちょう・じゅうしんさい えとさいきょうそう）は、2017年6月29日に幕張メッセで行われたレース企画。

## 概要
ゲームアプリ『モンスターストライク』の企画にて行われたもの。かつて神様が十二支の順番を決定づけたというレースを「やり直したらどうなるのか?」という設定のもと行われた企画で、十二支の12匹の動物と、ネズミに騙され十二支から漏れたという設定でネコが加わった13種の本物の動物達が50mの直線レースを走り、順位を着け“モンスト版 新十二支”を決めるというもの。

## 参加動物
以下の動物のプロフィールは、「名前（品種（明確に判明している動物のみ） / 性別 / 出身地（明確に判明している動物のみ） / 生年）」の順。また、各動物の応援を表明した自治体や各種団体、ゆるキャラなどがいる場合、それも併記。
- 子（ネズミ） - アリス（♂ / 2015年）、応援モンスター : ハーメルン
- 丑（ウシ） - モモコ（黒毛和種 / ♀ / 福島県 / 2011年）、応援モンスター : パールヴァティ、応援企業・団体 : 小矢部市役所観光振興課
- 寅（トラ） - ティガー（ベンガルトラ / ♂ / 徳島県 / 2014年）、応援モンスター : 上杉謙信
- 卯（ウサギ） - イナバ（ニホンウサギ / ♂ / 茨城県 / 2015年）、応援モンスター : アリス、応援企業・団体 : うさぎのテーマパーク ハッチ浅草 / ふっかちゃん（深谷市イメージキャラクター） / 北海道観光振興機構
- 辰（タツ）[3] - シャム（シャムワニ / ♀ / タイ王国 / 2010年）、応援モンスター : ロイゼ、応援企業・団体 : 熱川バナナワニ園 / かしわインフォメーションセンター / 千葉県栄町
- 巳（ヘビ） - ビル（ビルマニシキヘビ / ♂ / ベトナム / 2014年）、応援モンスター : クシナダ、応援企業・団体 : 体感型動物園 iZoo
- 午（ウマ） - ザラストロ（サラブレッド（鹿毛） / ♂ /  北海道 / 2010年）、応援モンスター : チンギス・ハン、応援企業・団体 : 埼玉県飯能市 / 愛知県知立市
- 未（ヒツジ） - デルー（コリデール / ♂ / 静岡県 / 2016年）、応援モンスター : アザゼル、応援企業・団体 : ジンギスカンのジンくん / 大阪府泉大津市
- 申（サル） - カンタ（ニホンザル / ♂ / 茨城県 / 2004年）、応援モンスター : 孫悟空、応援企業・団体 : 猿払村地域おこし協力隊 / ノジマステラ神奈川
- 酉（トリ） - ミラクル（♂ / 千葉県 / 2015年）、応援モンスター : シャンバラ、応援企業・団体 : バリィさん / 大阪府
- 戌（イヌ） - リク（柴犬 / ♂ / 千葉県 / 2015年）、応援モンスター : クー・フーリン、応援企業・団体 : 御殿場みくりやそば / さのまる（佐野ブランドキャラクター） / みきゃん / おけわんこ
- 亥（イノシシ） - チュラ（♂ / 茨城県 / 2013年）、応援モンスター : 摩利支天、応援企業・団体 : 奈良県吉野郡黒滝村 / 兵庫県猪名川町 / 愛媛県東温市
- 猫（ネコ） - ヒカリ（トラネコ（茶トラ + 白） / ♀ / 千葉県 / 2016年）、応援モンスター : ダルタニャン、応援企業・団体 : 正和物産 / 神奈川県海老名市

## レースのルール
直線50mの徒競走である。以下が大まかなルールである。
1. 出走獣は、干支を代表する動物に猫を加えた、13種とする。
2. コースは、障害物のない50メートルの直線とする。
3. 動物同士の接触を避けるため、柵を設ける。
4. ゴールラインに体の一部が入った時点でゴールとし、着順を決定する。

全ての動物にはレース開始前、コースが安全な場所であることを確認させるため、慣らし走行を実施させた。動物たちはスタートゲートに入るまでは人間によって誘導されるが、スタートしてからゴールまで人間は一切手出しをせず、自力でのゴールを目指す。動物たちのやる気を起こすための対策として、ゴール地点には専門家のアドバイスの元、それぞれ目標物を設置した。
トラを除いた全ての動物の間に動物プロダクション監修の下、木製で飛び越えることが困難な高さの壁造作を設置。トラのみ鉄製の専用檻を設置した。
レース時間はスタートゲートが開いてから15分。制限時間内にゴールラインに入線しなかった動物は、制限時間時点で一番ゴールラインに近い体の一部の位置を計測し、ゴールラインから近い距離に体の一部が到達していた順を着順とする。制限時間時点でスタートラインから出ていない動物が複数いた場合、スタートラインまでの近さで着順を決定した。

## 予想・投票
『モンスターストライク』をインストールしているユーザーでレースの1位及び2位を当てる投票が行われた。投票には運営側から事前に配布されたゲーム内のアイテムであるオーブ5個の中から1〜5個の好きな数を投資することで投票に参加することができた。1位を的中させた場合、投票したオーブの10倍の数がプレゼントされ、1位と2位をどちらも的中した場合は賞金3億円を的中者全員で山分けとなった。予想が外れた参加したユーザーにはアイテム「スタミナミン」が投票したオーブの2倍の数プレゼントされた。尚、一度投票をした後は予想の変更は不可。
投票は2017年6月23日午前4時〜2017年6月29日午後3:59までの期間に行われた。プロの本気予想としてムツゴロウ、天童なこ、ゲッターズ飯田も予想をし、彼等の予想ステータスも公表された。

## 放送
レース当日である2017年6月29日の夜7時より1時間番組としてAbemaTV、YouTube、TwitterLIVE、BSスカパーでレースの模様を生中継した。
- 出演者：蝶野正洋、柴田英嗣、キンタロー。、井上咲楽
- 実況：矢野武
- 解説：パンク町田
- リポーター：清野茂樹

## 結果
- 1位 : 午
- 2位 : 戌
- 3位 : 未
- 4位 : 亥
- 5位 : 丑
- 6位 : 寅
- 7位 : 猫
- 8位 : 卯
- 9位 : 酉
- 10位 : 巳
- 11位 : 申
- 12位 : 子
- 次点 : 辰